# Синтетичний чавун
Синтети́чний чаву́н — чавун, виплавлений зі сталевих відходів з додаванням вуглецевмістних матеріалів (коксика тощо) і феросиліцію. Виплавляється у електропечі, на відміну від доменного чавуну, що його виплавляють у доменній печі. Для отримання легованого синтетичного чавуну в шихту вводять потрібні феросплави.
Використовується для виробництва фасонного литва.

## Історія
Почали отримувати синтетичний чавун у 60-х роках 20 століття у електричних печах зі сталевих відходів з додаванням карбюризаторів. Тоді було виявлено, що такий чавун має високі механічні властивості при пластинчастій формі графіту.
Вперше в СРСР технологію плавки синтетичного чавуну в індукційних печах промислової частоти було впроваджено у виробництво на Каунаському ливарному заводі «Центроліт» (лит. Kauno ketaus liejykla) у 1964—1965 роках. Економічний ефект від впровадження тоді становив 5 мільйонів карбованців. Після досліджень було встановлено, що синтетичний чавун може у більшості випадків замінити низьколеговані чавуни для верстатних та інших виливків. Процес виробництва синтетичного чавуну було впроваджено на багатьох підприємствах СРСР.